# Brahmina siamensis
Brahmina siamensis är en skalbaggsart som beskrevs av Brenske 1892. Brahmina siamensis ingår i släktet Brahmina och familjen Melolonthidae. Inga underarter finns listade.